# Glypta rotunda
Glypta rotunda är en stekelart som beskrevs av Dasch 1988. Glypta rotunda ingår i släktet Glypta och familjen brokparasitsteklar. Inga underarter finns listade i Catalogue of Life.